# No Said Date
Albums de Masta Killa
Made in Brooklyn
(2006)
No Said Date est le premier album studio de Masta Killa, membre du Wu-Tang Clan, sorti le 1er juin 2004.
L'album s'est classé 3e au Top Heatseekers, 4e au Top Independent Albums, 31e au Top R&B/Hip-Hop Albums et 136e au Billboard 200.

## Liste des titres
| No  | Titre                                                 | Contient un (des) sample(s) de                                                       | Durée |
| --- | ----------------------------------------------------- | ------------------------------------------------------------------------------------ | ----- |
| 1.  | Born Chamber                                          | Za-Zen (Meditation) de Tony Scott                                                    | 1:18  |
| 2.  | Grab the Mic                                          | Big Mac des Staple Singers Koto Chotan de RZA featuring Masta Killa et Tash Mahagony | 2:37  |
| 3.  | No Said Date                                          | Police Woman d'Henry Mancini                                                         | 2:40  |
| 4.  | Last Drink                                            |                                                                                      | 3:24  |
| 5.  | Love Spell                                            | Life in the Country des Ebonys                                                       | 4:12  |
| 6.  | The Future (Skit)                                     |                                                                                      | 3:50  |
| 7.  | D.T.D. (featuring Raekwon et Ghostface Killah)        | Try a Little Tenderness d'Otis Redding                                               | 4:04  |
| 8.  | Whatever (featuring Streetlife et Prodigal Sunn)      | The Double Cross de David Ruffin                                                     | 5:25  |
| 9.  | Secret Rivals (featuring Killah Priest et Method Man) |                                                                                      | 4:00  |
| 10. | Skit                                                  |                                                                                      | 0:26  |
| 11. | Digi Warfare                                          |                                                                                      | 4:08  |
| 12. | Old Man (featuring Ol' Dirty Bastard et RZA)          |                                                                                      | 5:00  |
| 13. | Queen                                                 |                                                                                      | 5:12  |
| 14. | School (featuring RZA)                                | Don't Knock My Love de Love, Peace & Happiness                                       | 3:12  |
| 15. | Silverbacks (featuring Inspectah Deck et GZA)         | I'll Play the Blues for You d'Albert King                                            | 3:27  |
| 16. | Masta Killa                                           | Wang Zhao Jun de Yang Mi                                                             | 2:51  |